# 古碑镇
古碑镇，是中华人民共和国安徽省六安市金寨县下辖的一个乡镇级行政单位。

## 行政区划
古碑镇下辖以下地区：
响塘村、陈冲村、司马村、黄集村、余岭村、留坪村、黄尖村、官池村、南畈村、七邻村、袁岭村、王湾村、迎河村、宋河村和水坪村。